# Séléty
Ne doit pas être confondu avec Koba Séléty.
Séléty est un village du Sénégal situé en Basse-Casamance. Il fait partie de la communauté rurale de Kataba 1, dans l'arrondissement de Kataba 1, le département de Bignona et la région de Ziguinchor.
Lors du dernier recensement (2002), la localité comptait 829 habitants et 115 ménages.